# Eu tu eles
Eu tu eles è un film drammatico del 2000 diretto da Andrucha Waddington.

## Riconoscimenti
- 2000 - Festival internazionale del cinema di Karlovy Vary
  - Globo di Cristallo